# Nenad Valentin Borozan
Nenad Valentin Borozan (Mostar, 31. prosinca 1949. – Mostar, 21. listopada 2003.), hrvatski i bosanskohercegovački pjesnik i novinar. Pedagošku je akademiju (Odjel jugoslavenskih književnosti i materinski jezik) završio u Mostaru, gdje je živio i djelovao.

## Životopis
Djelatni je vijek proveo na Hrvatskoj radiopostaji Mostar, ostavivši upečatljiv trag uređivanjem prozaične kulturne emisije "Mozaik", koja je na rasporedu bila svakoga utorka u 16 sati. Poeziju, prozu, književne osvrte, kritike i razgovore objavljivao je na radiju i televiziji te u tridesetak listova i časopisa: Forum, Hrvatsko slovo, Književna Rijeka, Marulić, Horizont, Tomislav, Mogućnosti, Motrišta, Hrvatska misao, Osvit... Njegove pjesme prevođene su na njemački, francuski, slovenski, albanski, bugarski i turski jezik. Sudjelovao je na brojnim književnim večerima i svečanostima u Mostaru, Zagrebu, Splitu, Vukovaru, Rijeci, Puli, Vrgorcu, Podstrani, Kninu, Dubrovniku, Remscheidu, Bruxellesu i dr. Još za života, uvršten je u niz antologija i panorama hrvatskoga pjesništva.
Nenad Valentin Borozan bio je članom Društva hrvatskih književnika, Društva hrvatskih književnika Herceg-Bosne, Društva književnika BiH, Matice hrvatske, Hrvatskoga novinarskog društva i Udruge hrvatskih novinara u BiH. 
Za knjigu lišce. teret od zrcala (Ceres, Zagreb, 2002.) godine 2002. dobio je književnu nagradu Antun Branko Šimić Društva hrvatskih književnika Herceg-Bosne te, za isto djelo, 2003. godine nagradu Jurini jablani Društva hrvatskih književnika.

## Djela
- Osipalo se proljeće (Metković, 1971.); Sudbine i bezbrižja (Mostar, 1975.); Put do dana (Mostar, 1980.); Boj i svjedokinja (Mostar, 1985.); Oštrica stud (Mostar, 1987.); Svir po sjenama (Mostar, 1995.); Molitva s anđelom (Mostar, 1998.) i lišce. teret od zrcala (Zagreb, 2002.) te postumno Čekanje blizine (Široki Brijeg, 2004.) i Početak daljine (Široki Brijeg - Zagreb, 2007.).

## Vanjske poveznice
- Odlazak pjesnika vedrine  Arhivirana inačica izvorne stranice od 27. travnja 2005. (Wayback Machine)